# John Peter Russell
John Peter Russell (Sydney, 16 giugno 1858 – Sydney, 30 aprile 1930) è stato un pittore australiano post-impressionista.

## Biografia
John Peter Russell nacque in una famiglia di industriali d'origine scozzese che aveva fatto fortuna in Australia (Nuovo Galles del Sud)  nel settore metallurgico. Per questo Russell si laureò in ingegneria nel Regno Unito. Tuttavia, la passione per l'arte che lo animava lo spinse a cambiare strada e Russel si iscrisse alla "Slade School of Fine Art" di Londra nel 1881, quindi, nel 1884, si stabilì a Parigi. Entrato nell'atelier di Fernand Cormon divenne suo allievo. Fra gli altri discepoli di Cormon, Russell incontrò e fece amicizia con Vincent van Gogh e Eugène Boch. Conobbe anche Marianna Mattiocco, una giovane modella italiana venuta da Cassino con i suoi fratelli e che divenne ben presto la sua compagna. Marianna diede a Russell due figli, poi i due si sposarono. Dopo le nozze la coppia ebbe altri quattro figli. 
Durante un soggiorno a Belle-Île-en-Mer, Russell, nel settembre del 1886, fece la conoscenza di Claude Monet. Questo incontro influì sensibilmente sulla sua pittura. Innamoratosi dell'isola, Russell si fece costruire una casa davanti all'ansa di Goulphar, a Bangor, dove visse con la famiglia per vent'anni, dal 1888 al 1908, circondato dai cinque figli e dalla figlia Jeanne, ospitando amici e artisti vari. Fra questi vi fu Auguste Rodin, che strinse con lui una profonda amicizia e che realizzò diversi busti di sua moglie Marianna, nonché il giovane Henri Matisse, che apprese proprio da Russell l'uso dei colori puri. E il suo amico australiano John Longstaff, pittore anch'egli, che realizzò nel 1889 alcuni ritratti di Marianna e di diverse donne dell'isola. 
Nel 1907 Marianna si ammalò di tumore. Ricoverata in un ospedale di Parigi, ella spirò dopo pochi mesi a 42 anni. Russell fece trasportare le sue spoglie a Bangor, dove fu sepolta.

Rimasto vedovo, Russell lasciò la Bretagna, viaggiò a lungo in Europa, in Italia, in Svizzera, in Inghilterra e in Nuova Zelanda. Nel 1913 si risposò con la cantante americana Caroline De Witt Merrill. Tornò infine in Australia nel 1920. Dieci anni dopo, colpito da una crisi cardiaca, morì all'età di 72 anni, il 30 aprile del 1930.
I musei australiani possiedono un gran numero delle sue opere, ma la collezione pubblica più importante dei suoi quadri si trova a Parigi nel Museo d'Orsay, grazie al lascito effettuato dalla figlia dell'artista, Jeanne. Questo patrimonio di 19 quadri è depositato dal 1997 al Museo di belle arti di Morlaix, per l'iniziativa condotta dall'"Associazione John e Marianna Russell", mentre il Portrait de Van Gogh, eseguito da Russell nel 1886, è esposto al Van Gogh Museum di Amsterdam.
L'arte di Russell si richiama al neo-impressionismo. Amante della pittura en plein air, compose la sua tavolozza con colori schietti, senza tinte ambigue. I suoi soggetti favoriti furono le marine, ma Russell fu anche un notevole ritrattista. Non avendo alcun problema finanziario, e non dovendo quindi dipingere per vendere, egli espose le sue opere solo in casi eccezionali. Aveva anche messo assieme un'importante collezione di quadri dei più quotati artisti a lui contemporanei, che intendeva portare in Australia, ma per diverse ragioni questo suo progetto non si concretò mai.

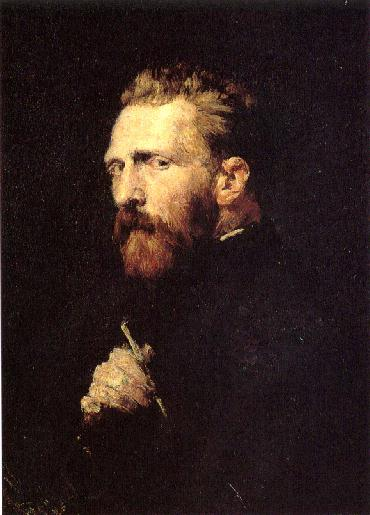
Vincent van Gogh, 1886, Amsterdam, Van Gogh Museum

## Opere
Opere nelle collezioni pubbliche. Elenco parziale.
Australia
- Brisbane, Queensland Art Gallery: Amandiers et ruines en Sicile, 1887, olio su tela.
- Canberra, National Gallery of Australia:
  - Vue d'Antibes, 1891, olio su tela
  - Le pont du Pecq, 1887, olio su tela
- Sydney, Art Gallery of New South Wales:
  - Mer agitée à Morestil, 1900, olio su tela
  - Portrait de Vincent Van Gogh, 1886, cinque disegni di studio
  - Monument à La Pérouse, acquarello
  - Belle-Île, 1905, acquarello

Francia
- Morlaix, Museo di belle arti, deposito del Museo d'Orsay:
  - Les Fils du peintre jouant avec un crabe, c.1904-1906, olio su tela
  - M.me Russell dans son jardin de Goulphar, 1907-1908,olio su tela
  - La Bergère aux chèvres, 1897, olio su tela
  - Autoportrait de l'artiste, olio su tela
  - L'Orage arrive, 1882, acquarello
  - Portofino, front de la mer, 1921, acquarello.

Paesi Bassi
- Amsterdam, Van Gogh Museum : Portrait de Vincent Van Gogh, 1886, olio su tela

## Galleria d'immagini
Marine

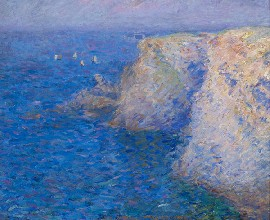
Il mare di Belle Île
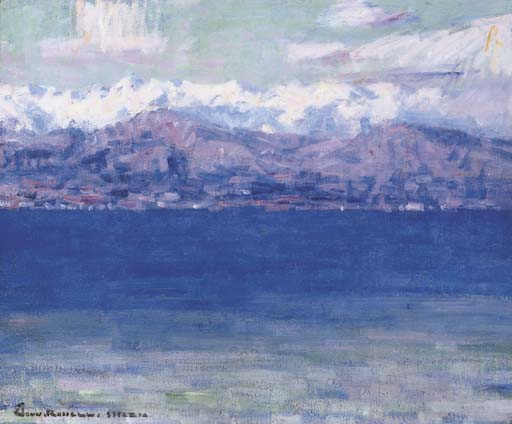
Il mare a La Spezia
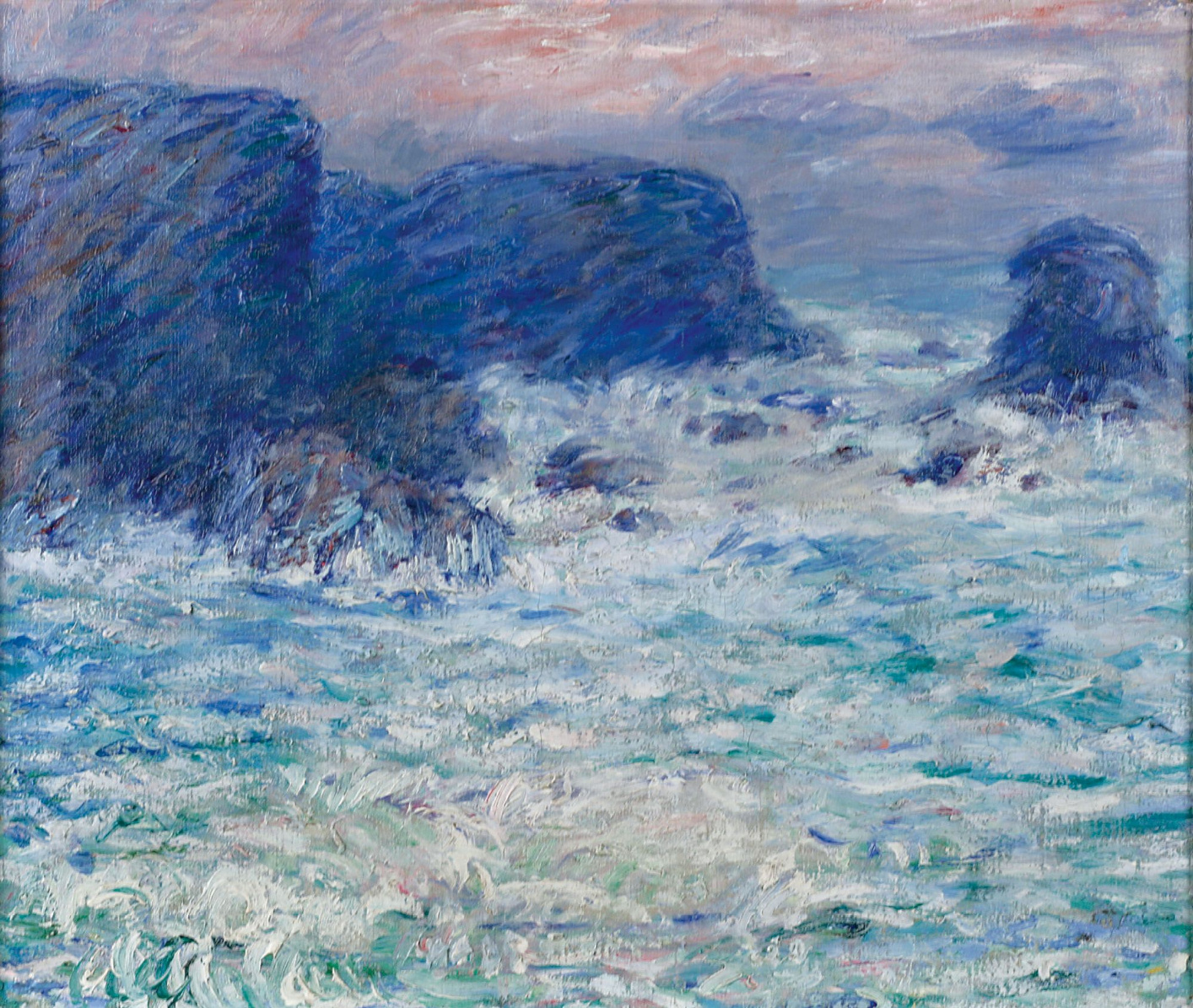
Roccione a Belle Île
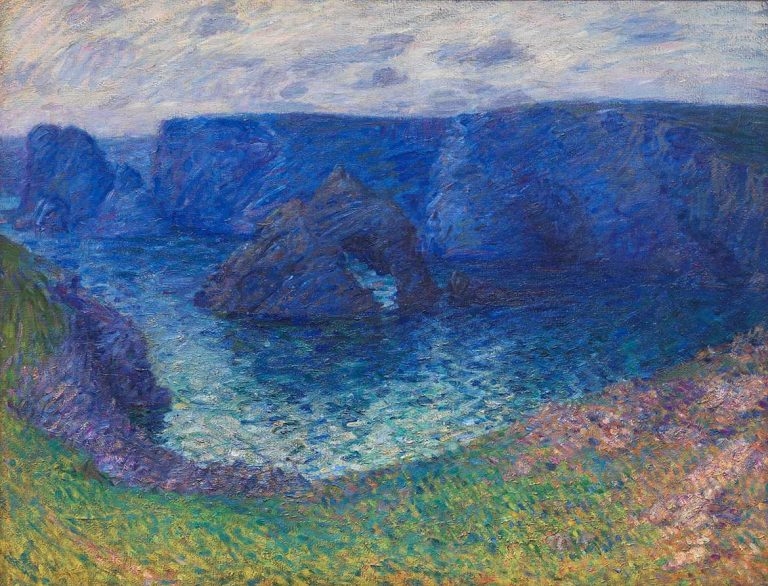
Roccia Guibel
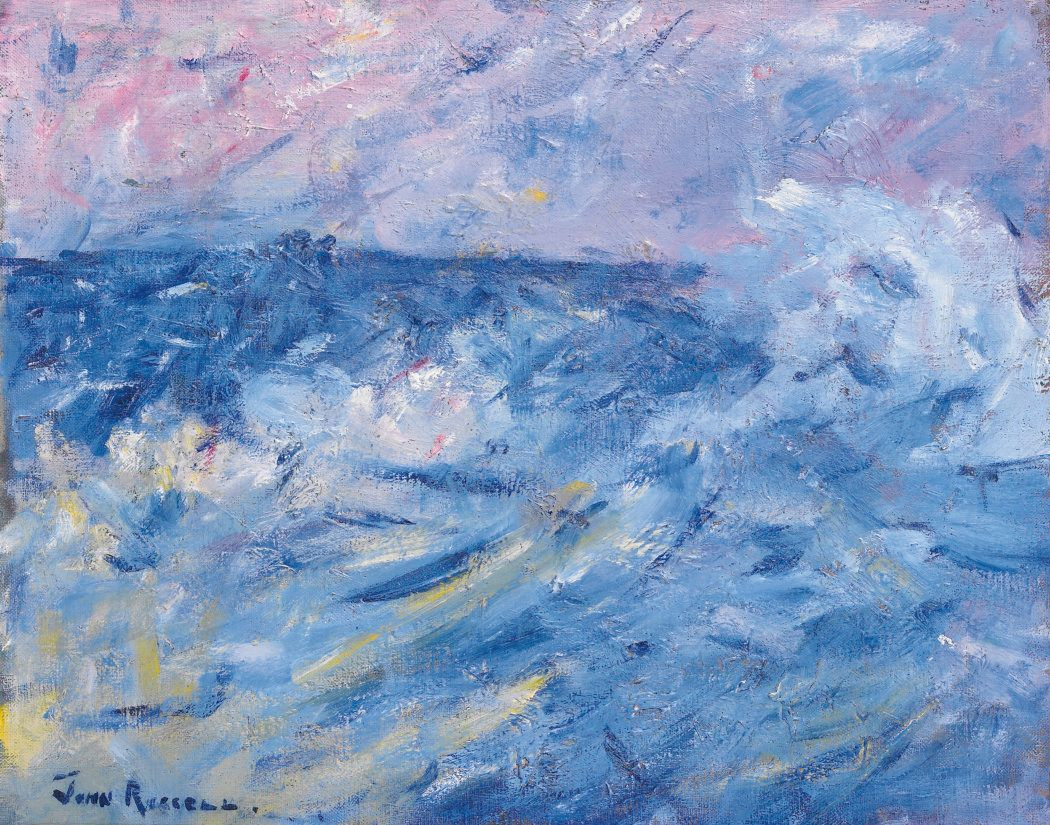
Cielo e mare tempestoso
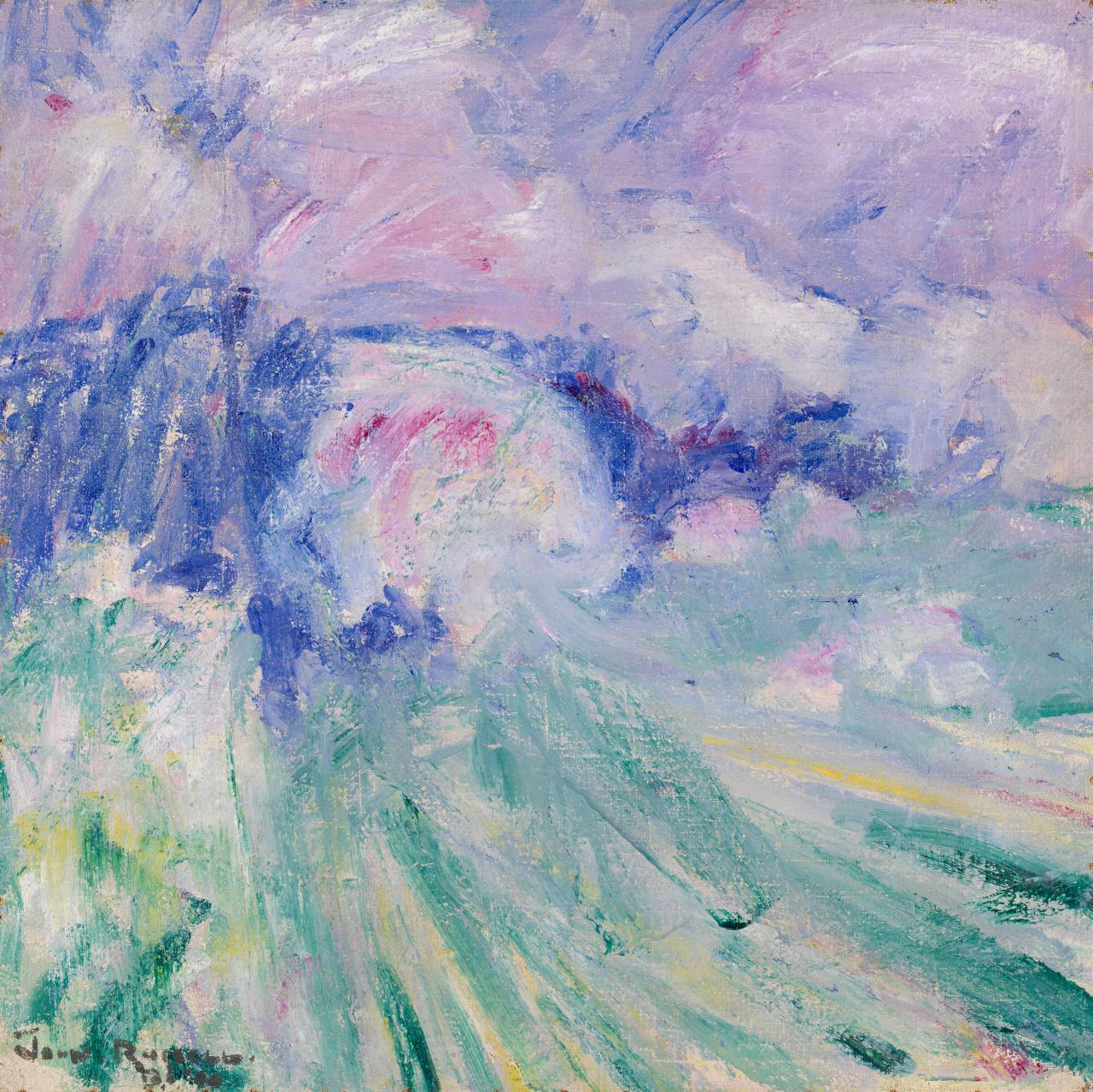
Mare agitato

Paesaggi

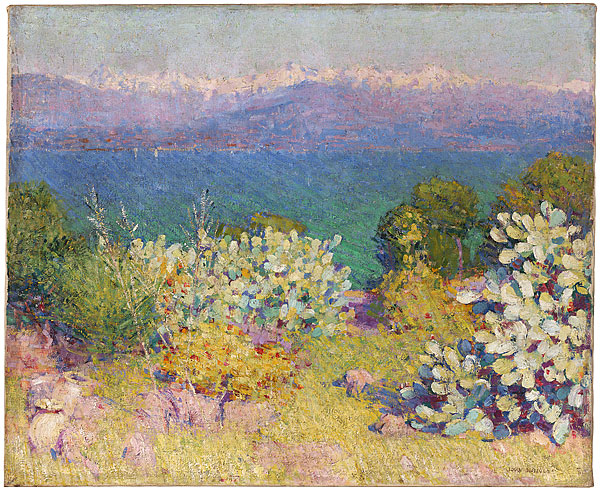
Le Alpi Marittime da Antibes
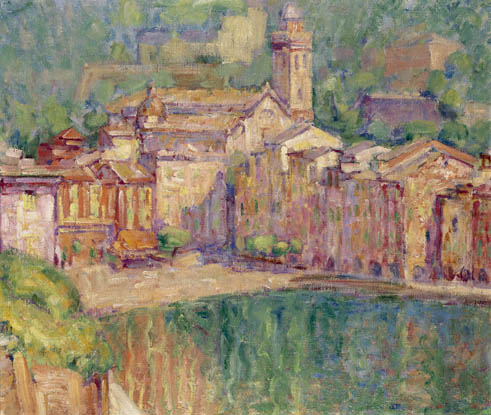
Portofino
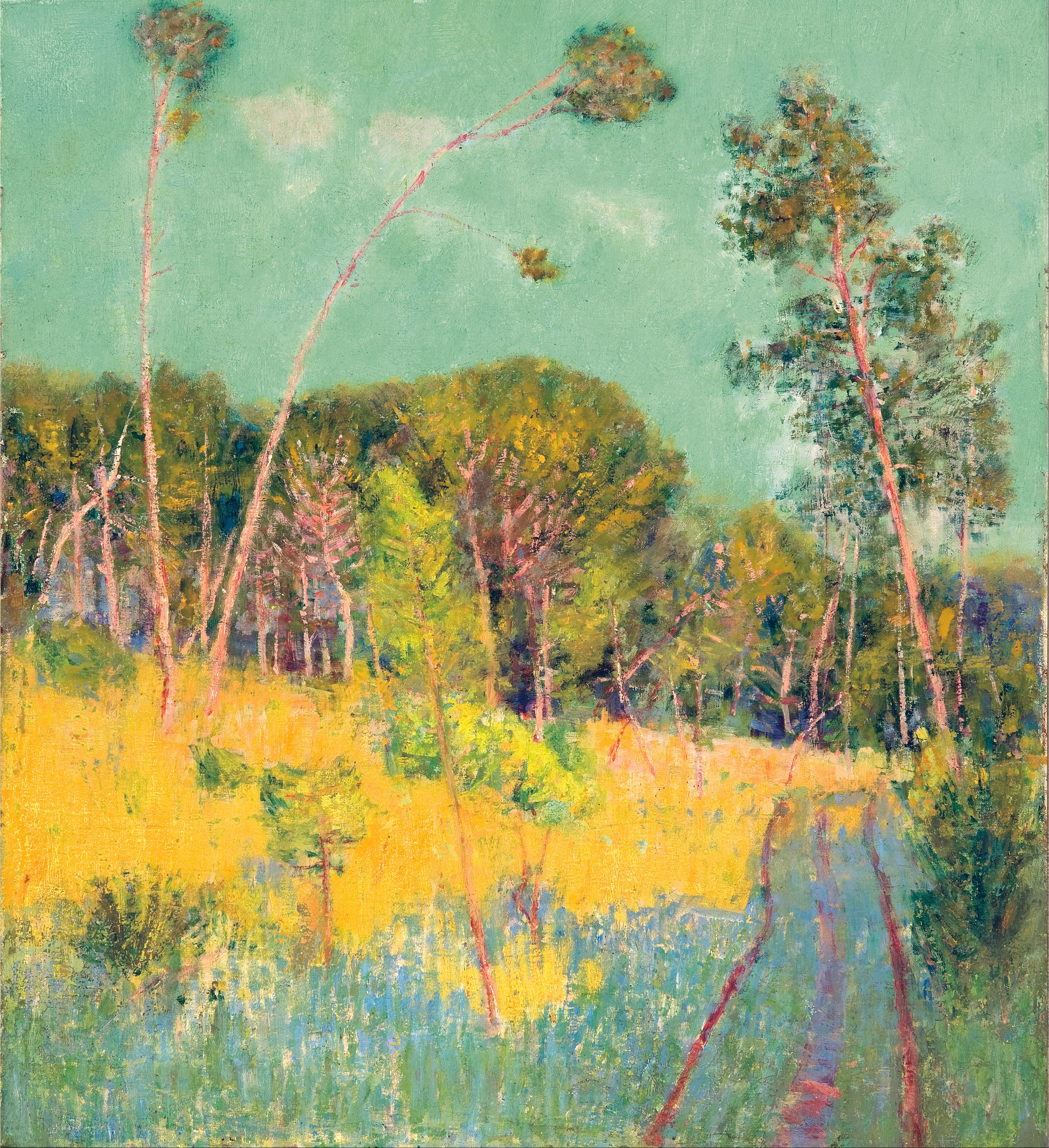
Radura nel bosco
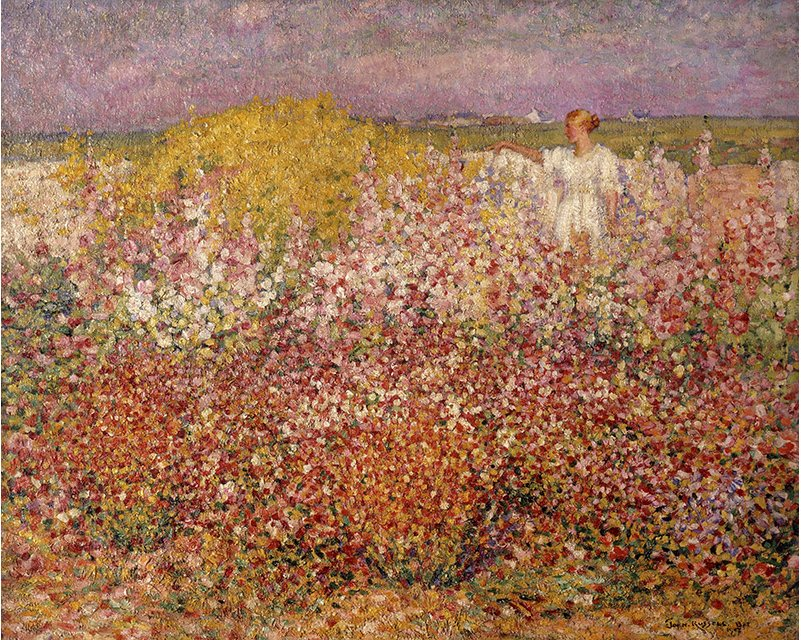
Mrs. Russell nel giardino di Goulphar
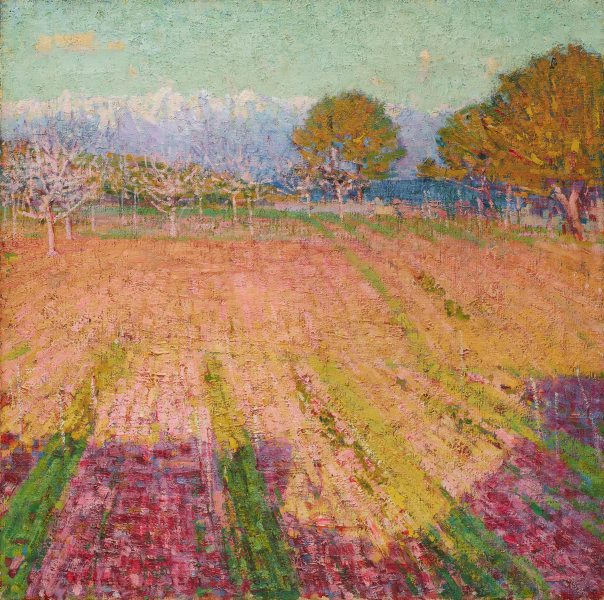
Pomeriggio

Figure e ritratti

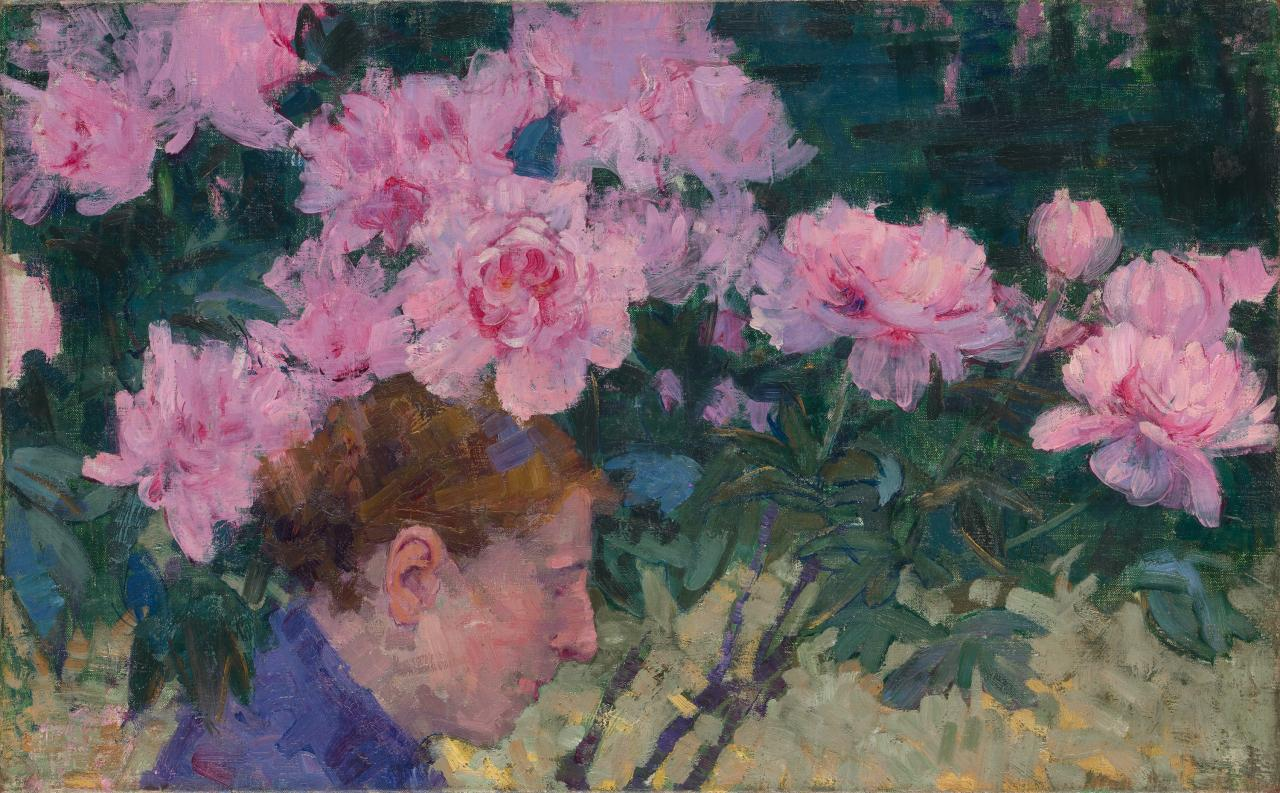
Testa di donna e peonie
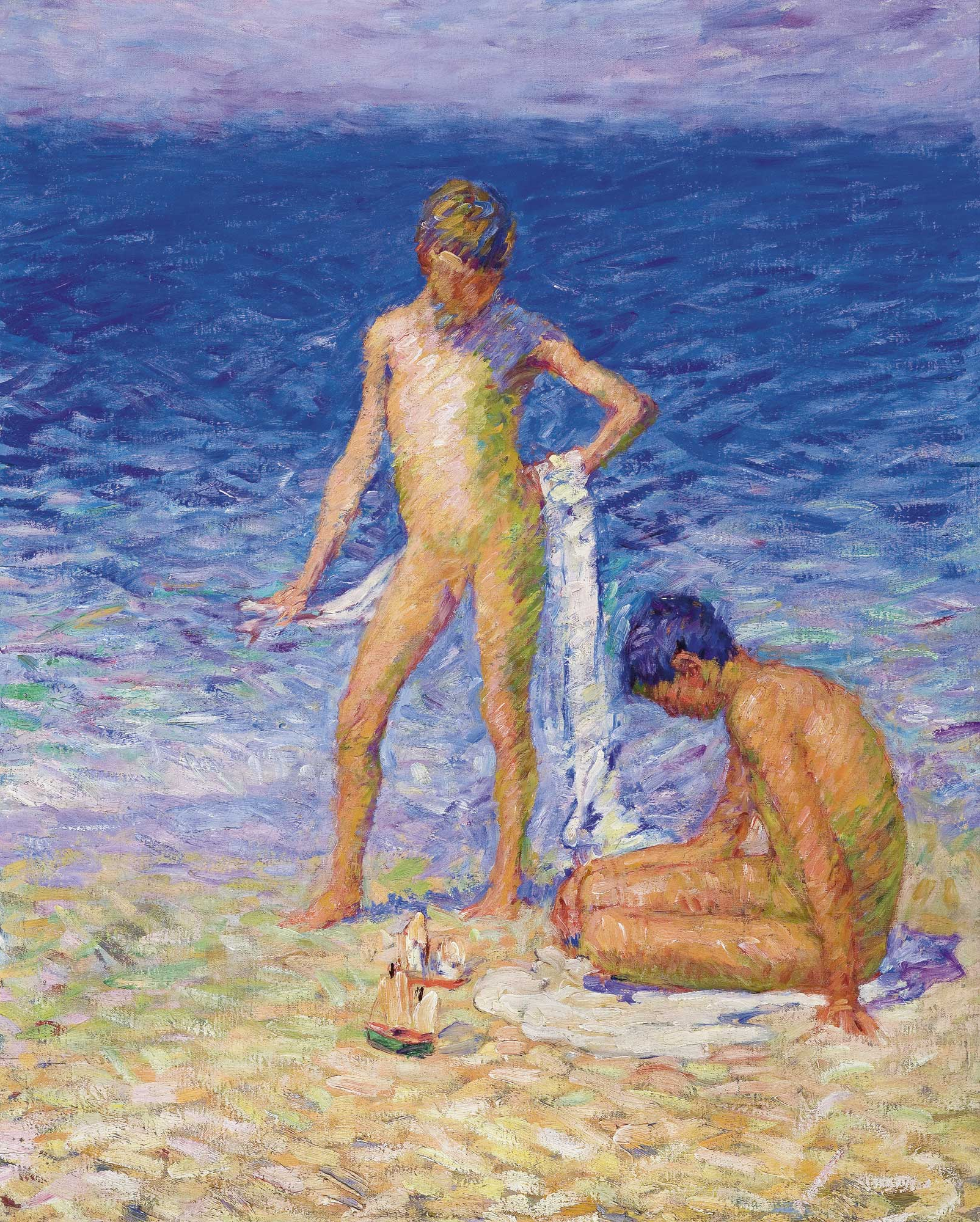
Ragazzi sulla spiaggia
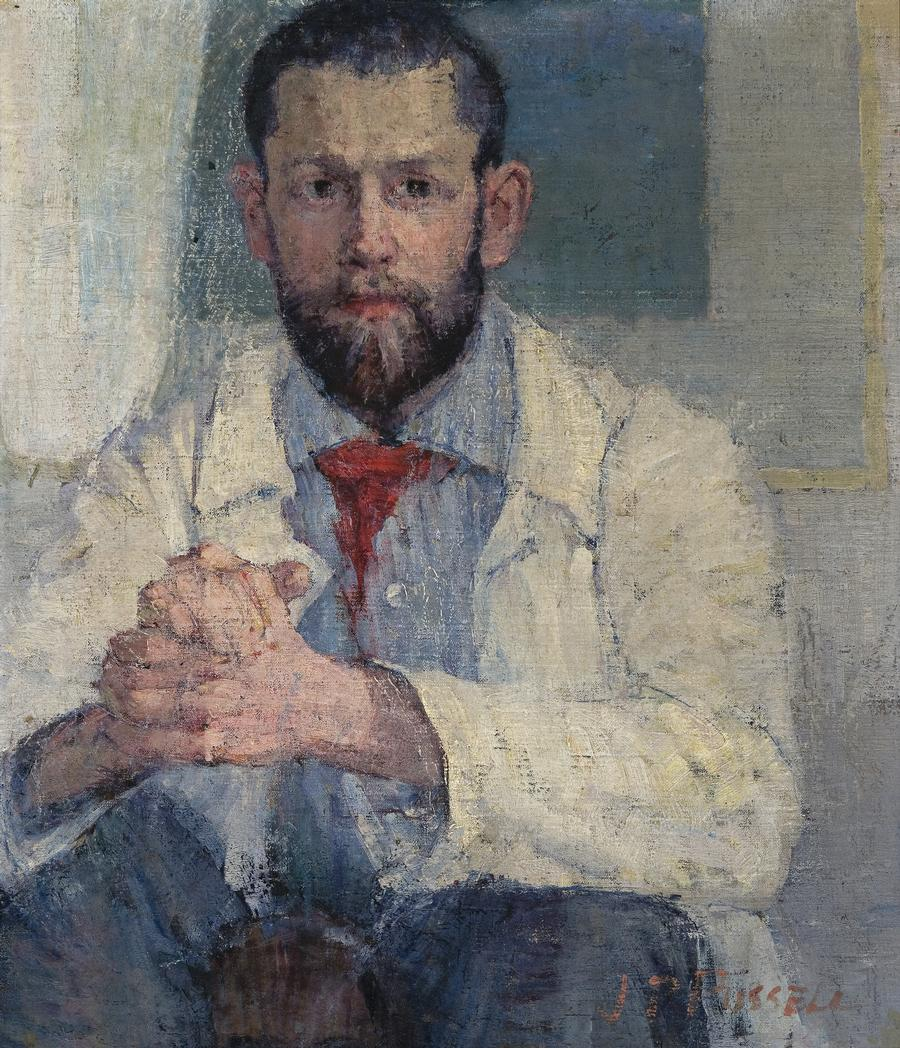
Dodge MacKnight
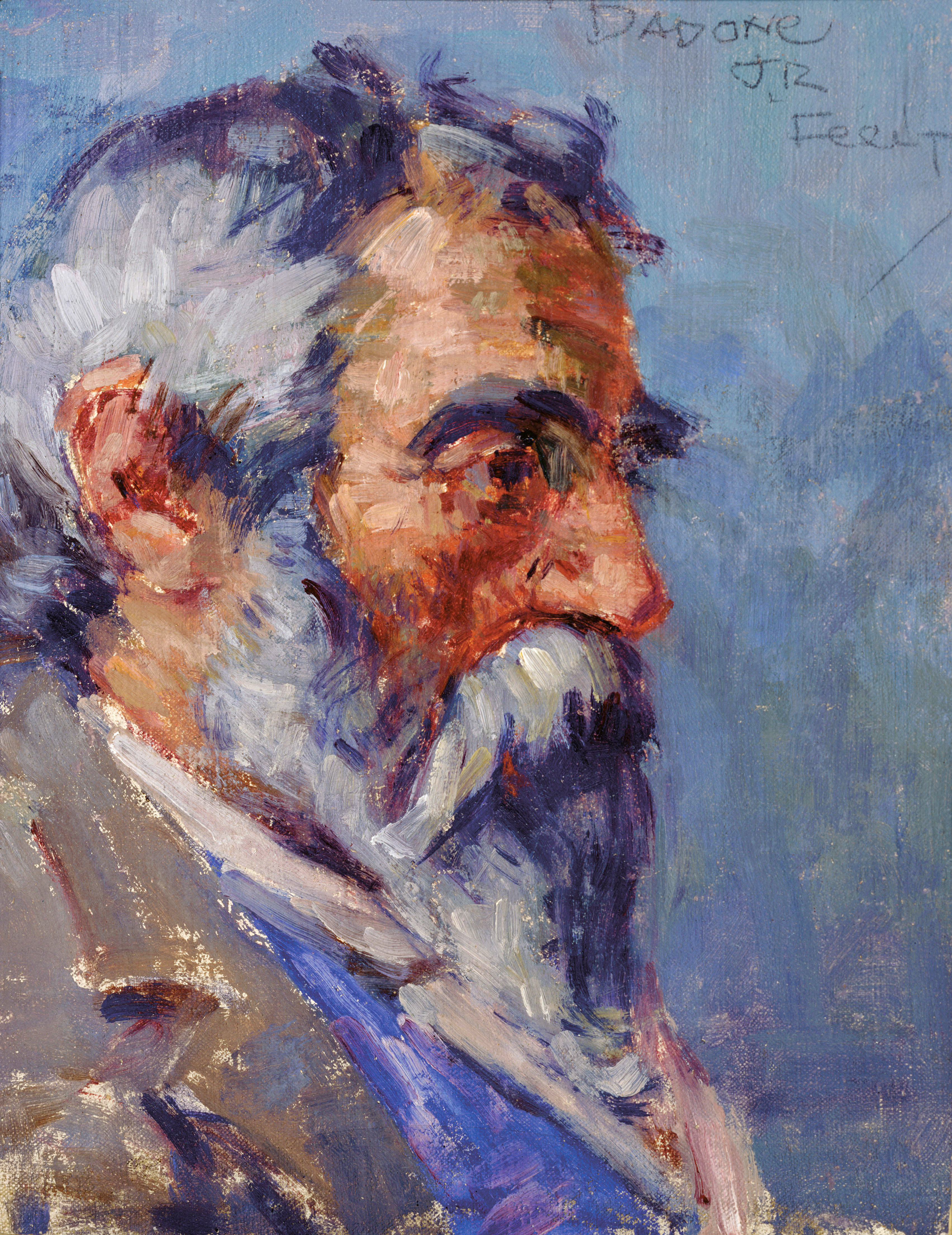
Dadone
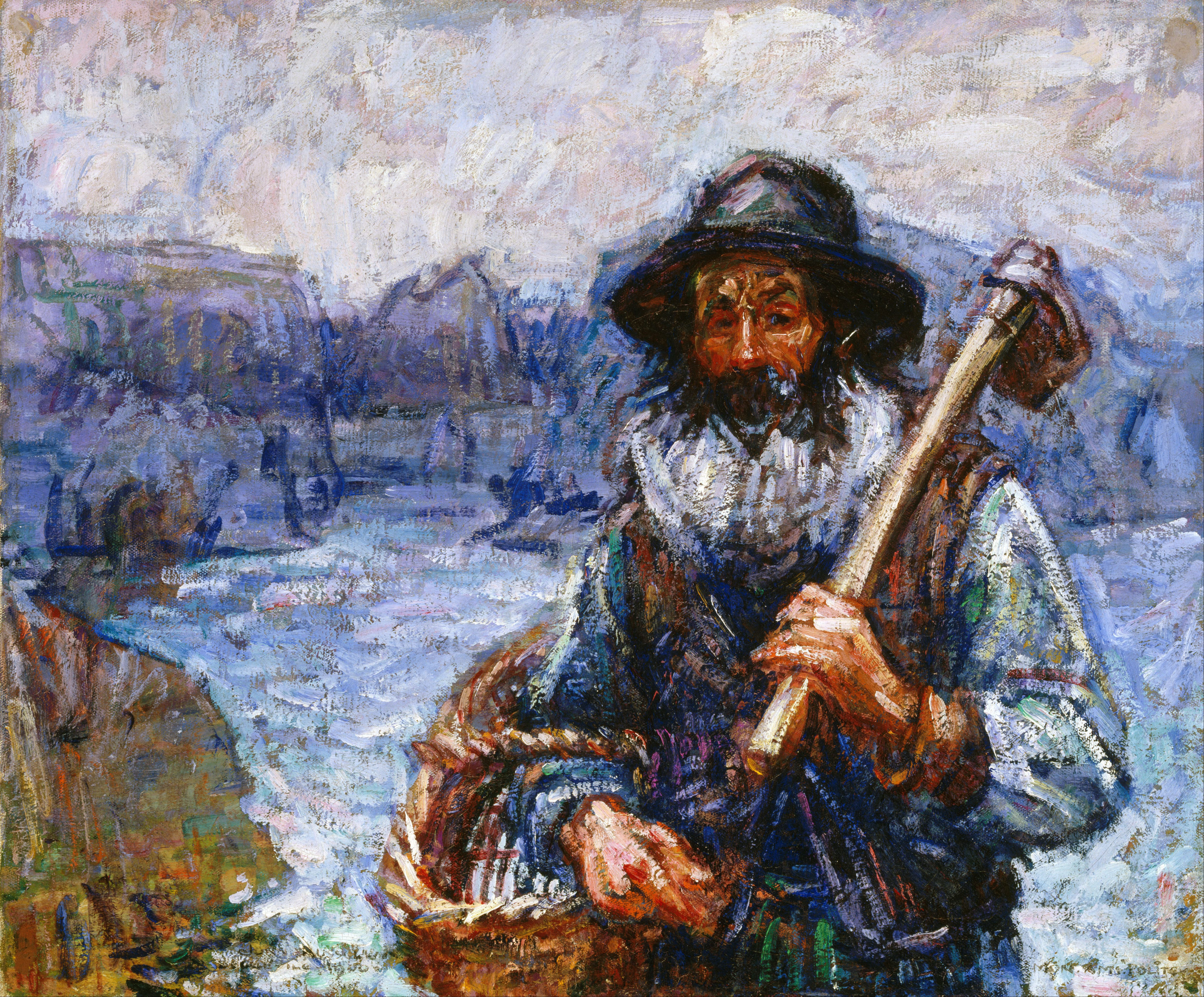
Il mio amico Polite

### Cataloghi
- (EN)  Donald Finley, J.P. Russell Australian Impressionist, Londra, Daniel Wildenstein, 1965
- (EN)  Ann Galbally, The Art of John Peter Russell, Australia, Sunbooks, 1977
- Patrick Jourdan, Jean-Claude Lesage, Claude-Guy Onfray, Hilary Spurling, John Peter Russell, un impressionniste australien, Morlaix, "Musée des Jacobins", 1997
- (EN)  Ann Galbally, Ursula Prunster, Albie Thoms, Paula Dredge, Belle-Île, Monet, Russell & Matisse in Brittany, Art Gallery of New South Wales, 2001.
- Cyrielle Durox, Béatrice Riou, Claude-Guy Oonfray, Impressionnisme et postimpressionnisme dans les collections du Musée de Morlaix, edizioni del Museo di Morlaix, 2014
- AA:VV., diretto da Wayne Tunnicliffe, John Russell, Australia's french impressionist, Art Gallery of New South Wales, Sydney, 2018

### Periodici
- La Lettre de l'Association John et Marianna Russell, dal 1988 al 2018.

## Collegamenti esterni

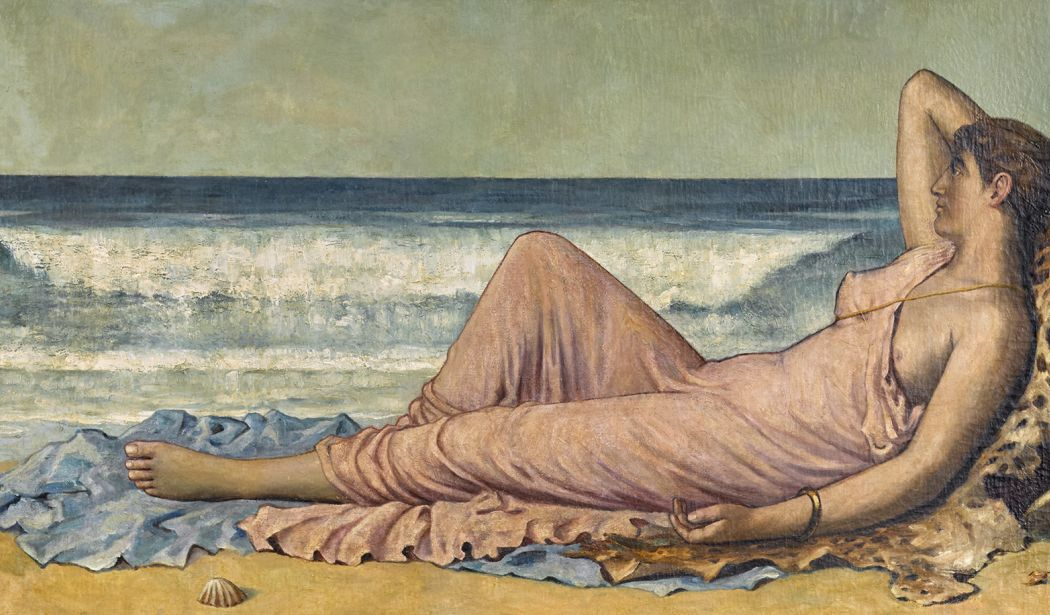
Ariadne